# Екавиця

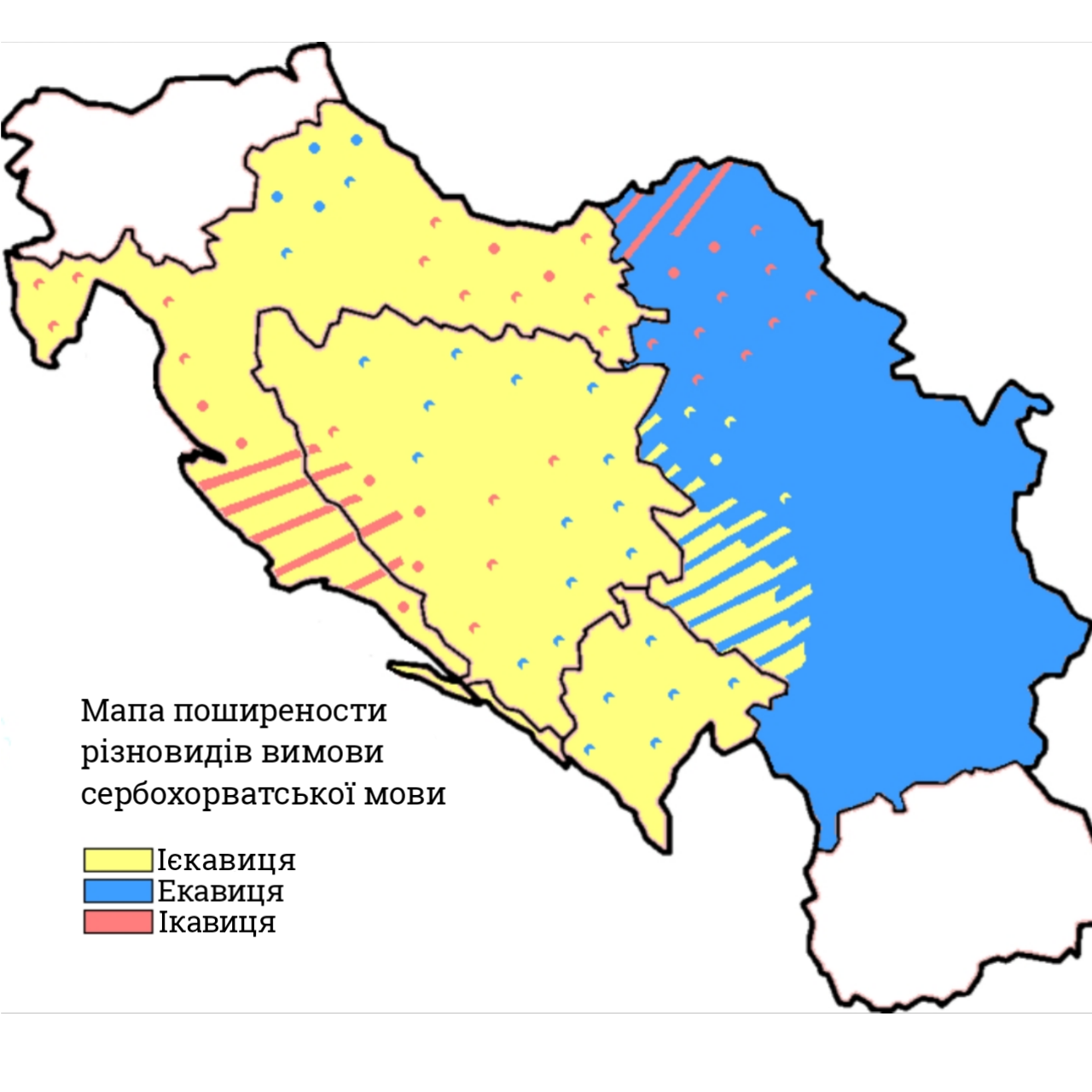
Карта сербохорватських діалетів. Територію поширення екавиці позначено синім.

Е́кавиця, або е́кавська вимова (серб. екавски изговор, екавица, ekavski izgovor, ekavica, хорв. ekavski govor) — один із двох стандартних типів вимови сербохорватська мови, інший — ієкавиця. Притаманний сербській мовній нормі нарівні з ієкавицею, а також низці сербохорватських діалектів, головно для північно-східного ареалу штокавського наріччя і для північночакавського діалектного ареалу. Визначальною рисою є вимова голосного е на місці праслов'янського *ě. Крім екавиці та ієкавиці є ще ікавиця, що вважається діалектною; також в штокавському і чакавському наріччях трапляються вимови з незаміненим *ě.

## Приклад
| Українська                | Екавиця  | Ієкавиця | Ікавиця  |
| ------------------------- | -------- | -------- | -------- |
| вітер                     | vetar    | vjetar   | vitar    |
| молоко                    | mleko    | mlijeko  | mliko    |
| хотіти                    | hteti    | htjeti   | htiti    |
| стріла                    | strela   | strijela | strila   |
| Але:                      |          |          |          |
| стрілка (невелика стріла) | strelica | strelica | strilica |